# Bahnhof Friedrichshütte-Laasphe
Der Bahnhof Friedrichshütte-Laasphe war eine Betriebsstelle der Bahnstrecke Kreuztal–Cölbe auf dem Gebiet der Stadt Bad Laasphe. Das Empfangsgebäude steht seit dem 1. Juli 1991 unter Denkmalschutz.

## Geschichte
Die Bahnstrecke von Kreuztal nach Cölbe wurde im Jahr 1888 fertiggestellt. Aus dieser Zeit stammt das Empfangsgebäude, an dem ein Güterschuppen angeschlossen ist. Die Einrichtung dieses Bahnhofes in relativer Nähe zum Bahnhof Laasphe wurde notwendig, weil in unmittelbarer Nähe das Eisenwerk Friedrichshütte bestand, das mit Steinkohle aus dem Ruhrgebiet versorgt werden musste und auch seine Gusswaren mit der Bahn transportierte. Das Gebäude liegt am Streckenkilometer 51,17. Der Bahnhof wurde bis zum 2. Juni 1996 bedient und verfügte über zwei Gleise.

## Empfangsgebäude
Das Empfangsgebäude hat zwei Geschosse und wurde auf einem rechteckigen Grundriss errichtet. Als Baumaterialien wurden Holz und Schiefer verwendet.
Nach der Auflassung des Bahnhofs wurde das Empfangsgebäude von der Deutschen Bundesbahn an den Kreis Siegen-Wittgenstein verkauft. 1989/1990 erfolgte der Umbau zu einer Rettungswache. Sie hat die Bezeichnung Rettungswache Bad Laasphe oder Ost III und wurde erstmals am 1. April 1991 besetzt. Träger ist der DRK-Kreisverband Siegen-Wittgenstein. Hier sind ein Rettungswagen, ein Notarzteinsatzfahrzeug sowie tagsüber ein Krankentransportwagen untergebracht.